# Sam Llewellyn
Sam Llewellyn (* 1948 auf Tresco, Isles of Scilly) ist ein britischer Autor von Segelthrillern und Kinderromanen.

## Leben
Sam Llewellyn wurde 1948 auf Tresco, einer Insel der Isles of Scilly, einer Inselgruppe am südwestlichsten Punkt der Britischen Inseln im Atlantik geboren. Seine Familie lebte bereits seit 170 Jahren dort und konnte sich somit zu den Einheimischen zählen.
Dank einer guten Ausbildung arbeitete er zunächst als Herausgeber für Pan Books und Galerist. Nach der Heirat mit Karen Wallace, einer kanadischen, preisgekrönten Kinderbuchautorin, zog das Paar nach Toronto. Angesichts der nächtlichen Yacht-Rennen im Hafen und der ausgedehnten Wasserflächen des Lake Huron wurde seine Leidenschaft für das Segeln wieder angeregt. Fortan segelte er während der Freizeit mit einem kleinen Ackroyd Dinghi und einem Zelt unter dem Vordeck die ausgedehnten Uferküsten entlang. Nach einigen Jahren auf einer Felseninsel inmitten des Sees war man Toronto überdrüssig geworden und zog in die Abgeschiedenheit Irlands Munster Blackwater, wo man für eine kurze, aber interessante Zeit eine Konzession zum Fischen nach Aalen besaß.
In den letzten 20 Jahren lebte die Familie mit ihren zwei Söhnen in einem mittelalterlichen Farmhaus in Herefordshire, das einen großen Garten und eine Sammlung von Booten beherbergt, die sich alle in einem unterschiedlichen Überholungszustand befinden.
Für einige Monate im Jahr geht Sam Llewellyn auf ausgedehnten Segelexkursionen für seine Recherchen. So hat er die meisten Segelreviere von der Baltischen See bis zur Türkischen Adria, vor Maine, den Westindischen Inseln und dem Nordwesten des Pazifiks erkundet. Auf der Suche nach Fakten und Anekdoten beteiligte er sich bei der Jagd auf Piraten im Gebiet der Philippinen, überquerte den Pazifik an Bord eines altersschwachen Frachters und ruderte von Nord-Wales bis nach London. Ausgerechnet dieser Rudertrip entlang des River Severn sollte sich aufgrund permanent schlechten Regenwetters als die schwerste seiner Reisen erweisen und wurde in seinem Buch The Worst Journey in the Midlands (1983) verarbeitet.
Zum Vergnügen unternimmt er jedes Jahr eine Reise an die Westküste von Schottland, um in einem offenen Boot inmitten der Wale segeln zu können.
Während der überwiegenden Zeit des Jahres schreibt er an seinen Romanen. Darüber hinaus veröffentlicht er Artikel über Fahrtensegeln, Individualtourismus und Umweltschutz in der London Times, dem Daily Telegraph, dem Independent, Yachting Monthly, Classic Boat und im Sailing magazine. Seine Romane wurden bisher in zwölf Sprachen übersetzt.
Sein Roman Tödliches Watt knüpft an Robert Erskine Childers Das Rätsel der Sandbank von 1903 an und gibt aus moderner Sicht neue Interpretationsmöglichkeiten.

## Werke

### Romane (englisch)
- Hell Bay, Arch, 1984, ISBN 0-947618-00-7
- Great Circle, Weidenfeld & Nicolson, 1987, ISBN 0-297-79167-2
- The Shadow in the Sands, 1998, ISBN 0-7472-6005-2
- The Sea Garden, 1999, ISBN 0-7472-6006-0
- The Iron Hotel, 2000, ISBN 0-7551-0009-3
- The Malpas Legacy, 2001, ISBN 0-7472-7276-X

### Segelthriller (englisch)
- Dead Reckoning, 1987, NA House of Stratus 2000, ISBN 978-0-7551-0002-6

- Laß das Riff ihn töten (Übersetzung von Brunhild Seeler), Ullstein, Frankfurt/Main 1989, ISBN 3-548-22067-3

- Blood Orange: A Mystery, Summit Books 1989, ISBN 978-0-671-64660-8
- Death Roll, 1989, 5. Aufl. New Hat 2006, ISBN 978-0-9553355-2-5
- Dead Eye, 1990, NA House of Stratus 2000, ISBN 978-0-7551-0005-7
- Bloodknot, 1991, NA House of Stratus 2000, ISBN 978-0-7551-0006-4
- Riptide, 1992, NA House of Stratus 2000, ISBN 978-0-7551-0010-1
- Clawhammer, 1993, NA House of Stratus 2000, ISBN 978-0-7551-0007-1
- Maelstrom, 1994, NA House of Stratus 2000, ISBN 978-0-7551-0008-8

### Kinderbücher (englisch)

#### Fantasy (Lyonesse-Reihe)
- The Well Between The Worlds, Scholastic 2009, ISBN 978-0-439-93469-5
- Darksolstice, Orchard Books 2010, ISBN 978-0-439-93471-8

#### Darlings Series
- Little Darling, Puffin, 2004, ISBN 0-14-131691-8
- Bad, Bad Darlings, Puffin Books, 2005, ISBN 0-14-131701-9
- Desperado Darlings, Puffin Books, 2006, ISBN 0-14-131981-X

#### Death Eric
- The Return of Death Eric, Puffin, 2005, ISBN 0-14-131853-8
- The Haunting of Death Eric, Puffin Books, 2006, ISBN 0-14-131984-4

#### Andere Themen
- The Magic Boathouse, Walker Books Ltd, 1994, ISBN 0-7445-2473-3
- The Rope School, Walker Books Ltd, 1995, ISBN 0-7445-3663-4
- Pig in the Middle, Walker Books Ltd, 1996, ISBN 0-7445-5217-6
- The Polecat Cafe, Walker Books Ltd, 1998, ISBN 0-7445-4157-3
- Pegleg, House of Stratus 2000, ISBN 0-7551-0011-5
- Wonder Dog, Walker Books Ltd 2000, ISBN 978-0-7445-7774-7
- The Magic Boathouse, mit Illustrationen von Arthur Robins, Walker Books Ltd 2002, ISBN 978-0-7445-8987-0
- Nelson - the sailor who dared to win, Short Books, 2004, ISBN 1-904095-65-8

### Reiseberichte und Sachbücher
- The Worst Journey in the Midlands: One Man, a Boat and the British Weather, Summersdale Publishers 1983, ISBN 978-1-84024-338-3
- The Minimum Boat, Adlard Coles Nautical 2010, ISBN 978-1-4081-9999-2[2]

### Segelthriller in deutscher Übersetzung (Auswahl)
- Ein Leichentuch aus Gischt, Ullstein Maritim Nr. 22230, 1990, NA Berlin 1999, ISBN 3-548-24531-5
- Laß das Riff ihn töten, Aus dem Englischen von Brunhild Seeler, Ullstein Maritim Nr. 22067, 1993, ISBN 3-548-23530-1
- Schuß in die Sonne, Aus dem Englischen von Brunhild Seeler, Ullstein Maritim Nr. 22417, 1993, ISBN 3-548-22417-2
- Als Requiem ein Shanty, Übersetzt von Uwe D. Minge, Ullstein 1993, ISBN 3-550-06040-8
- Ein Sarg mit Segeln, Ins Deutsche übertragen von Uwe D. Minge, Ullstein, 1994, ISBN 3-548-23647-2
- In Neptuns tiefstem Keller, Aus dem Englischen von Eckhard Kiehl, Ullstein Nummer 23235, 1994, ISBN 3-548-23235-3
- Im Sog des Verderbens, Aus dem Englischen von Julianna Bandi, Ullstein Nr. 23947, 1996, ISBN 3-548-23947-1
- Den Fischen zum Fraße, Aus dem Englischen übersetzt von Hedda Pänke, Ullstein Maritim Nummer 23960, 1997, ISBN 3-548-24201-4
- Roulette mit dem Teufel, Aus dem Engl. von Hedda Pänke, Ullstein Nr. 24201, 1997, ISBN 3-548-24201-4
- Tödliches Watt, Ullstein Nr. 24607, 1999, Aus dem Englischen von Horst Rehse, ISBN 3-548-24607-9
- Ohne Limit, Ullstein Nr. 25444, 2002, Aus dem Englischen von Eckhard Kiehl, ISBN 3-548-25444-6, Die deutsche Originalausgabe erschien ursprünglich unter dem Titel In Neptuns tiefstem Keller

### Kinderbücher in deutscher Übersetzung (Auswahl)
- Aufruhr in der Seehundbucht, Fellbach: Spectrum-Verlag 1993, ISBN 3-7976-1463-2

## Hörspielbearbeitungen
- Ein Leichentuch aus Gischt, WDR 2002, 54:00 min, Übersetzung aus dem Englischen von Brunhild Seeler, Regie: Tim Vowinckel[3]